# Mordella deserta
Mordella deserta är en skalbaggsart som beskrevs av Thomas Casey 1885. Mordella deserta ingår i släktet Mordella och familjen tornbaggar. Inga underarter finns listade i Catalogue of Life.